# Macrophyes elongata
Macrophyes elongata är en spindelart som beskrevs av Arthur M. Chickering 1937. Macrophyes elongata ingår i släktet Macrophyes och familjen spökspindlar. Inga underarter finns listade i Catalogue of Life.